# Ralph McLane
Ralph McLane   (Lynn, 19 de desembre de 1907 - Filadèlfia, 18 de febrer de 1951) fou un clarinetista estatunidenc.

## Biografia
McLane va estudiar música a Boston al Conservatori de Nova Anglaterra i més tard, a París, va ser alumne de George Enescu i de Gaston Hamelin, que era el clarinet principal de l'Orquestra Simfònica de Boston. El 1925 McLane participava en el conjunt de cambra, el Tro de Cambra Cyril Saunders, amb participació en transmissions radiogràfiques. Els components eren Cyril Saunders (violí) i Dorothy Dullea (pianista).
Quan al final de la temporada 1930-1931, el contracte d'Hamelin amb l'Orquestra Simfònica de Boston no es va renovar, ja que, pel que sembla, Koussevitzky no va aprovar que toqués un clarinet metàl·lic, Hamelin va tornar a París. Ralph McLane va seguir Hamelin a París per estudiar clarinet amb ell.
El 1938 va fer un enregistrament d'obres de Johannes Brahms pel segell Musicraft amb el violoncel·lista Sterling Hunkins (1908-1967) i el pianista Milton Kaye. El 1940 va enregistrar un altre disc, per al segell Columbia, amb la Introducció i Allegro de Maurice Ravel, acompanyat del quartet Stuyvesant String Quartet, de l'arpista Laura Newell i del flautista John Wemmer.
Després de treballar amb les orquestres Columbia Broadcasting System (CBS) i Mutual Broadcasting Systems (MBS), McLane va entrar a formar part el 1943 de l'Orquestra de Filadèlfia i hi va romandre fins a la seva mort, el 1951. Amb aquesta orquestra va aparèixer com a clarinetista solista en la interpretació de la Simfonia Concertant en Mi bemoll K 297b, per a oboè, clarinet, fagot i trompa, de Wolfgang Amadeus Mozart, que va tenir lloc el 9 de març de 1948 a Harrisburg, Pennsilvània, sota la direcció d'Eugene Ormandy. En aquella època, McLane era també professor de clarinet, contractat a l'Institut de Música Curtis i a la Nova Escola de Música de Filadèlfia.
Amb aquesta orquestra i a l'Acadèmia de Música de Filadèlfia, McLane va oferir l'estrena en sala del Concert de clarinet d'Aaron Copland el 24 de novembre de 1950, sota la direcció d'Ormandy. Es tractava de la primera interpretació en sala d'orquestra, però no de l'estrena absoluta, que havia tingut lloc uns dies abans a la ràdio emissora NBC, el 6 de novembre de 1950, a càrrec de Benny Goodman, a qui Copland havia dedicat l'obra, amb Fritz Reiner a la direcció de l'Orquestra Simfònica de la NBC.
Va morir uns mesos després d'aquest memorable concert, a la seva casa de Penfield Downs, Filadèlfia, a causa d'un ràpid càncer. Va deixar esposa, Marly, dos fills, Armand i Wendy.

## Discografia
- Johannes Brahms - Trio, Op. 114. Amb Sterling Hawkins i Milton Kaye. Musicraft 15. Reeditat al segell Grenadillamusic.com i també conté Reminiscències de McLane de David Weber i Ignatius Gennusa.
- Maurice Ravel - Introducció i Allegro. Columbia X167.[13]